# Ammotrechesta maesi
Espèce
Ammotrechesta maesi est une espèce de solifuges de la famille des Ammotrechidae.

## Distribution
Cette espèce est endémique du Nicaragua. Elle se rencontre vers León.

## Description
Le mâle holotype mesure 12,40 mm.

## Étymologie
Cette espèce est nommée en l'honneur de Jean-Michel Maes.

## Publication originale
- Armas, 1993 : Aracnidos de Nicaragua. 4. Nuevos solpugidos (Solpugida: Ammotrechidae). Revista Nicaraguense de Entomologia, vol. 26, p. 39-56 (texte intégral).